# 帕萨瓢蜡蝉属
帕萨瓢蜡蝉属（学名：Parasarima）是瓢蜡蝉科下的一个属。

## 下属物种
本属包括以下物种：
- 帕萨瓢蜡蝉 Parasarima pallizona (Matsumura, 1938)